# Distrikt Catache
Der Distrikt Catache liegt in der Provinz Santa Cruz in der Region Cajamarca im Norden Perus. Der Distrikt wurde am 21. April 1950 gegründet. Er besitzt eine Fläche von 564 km². Beim Zensus 2017 wurden 9732 Einwohner gezählt. Im Jahr 1993 lag die Einwohnerzahl bei 9208, im Jahr 2007 bei 9557. Sitz der Distriktverwaltung ist die 1340 m hoch gelegene Ortschaft Catache mit 877 Einwohnern (Stand 2017). Catache befindet sich 11 km südwestlich der Provinzhauptstadt Santa Cruz de Succhabamba.

## Geographische Lage
Der Distrikt Catache befindet sich in der peruanischen Westkordillere im Südwesten der Provinz Santa Cruz. Der Río Chancay begrenzt den Distrikt im Norden, der Río Zaña im Südwesten. Im Nordwesten, im Südwesten sowie im Südosten des Distrikts befinden sich Areale, die zum insgesamt 12.183,2 ha großen Schutzgebiet Refugio de Vida Silvestre Bosques Nublados de Udima gehören.
Der Distrikt Catache grenzt im Westen an den Distrikt Oyotún (Provinz Chiclayo), im Nordwesten an den Distrikt Llama (Provinz Chota), im zentralen Norden an den Distrikt Sexi, im Nordosten an den Distrikt Santa Cruz, im Osten an den Distrikt Pulán sowie im Süden an die Distrikte Calquís und La Florida (beide in der Provinz San Miguel).

## Ortschaften
Im Distrikt gibt es neben dem Hauptort folgende größere Ortschaften:
- Chilal
- Comuche
- Culden
- La Chapa
- La Congona
- Monte Seco
- Poro Poro
- Udima